# Praktdvärgmal
Praktdvärgmal (Stigmella splendidissimella) är en fjärilsart som först beskrevs av Herrich-Schäffer 1855.  Praktdvärgmal ingår i släktet Stigmella, och familjen dvärgmalar. Arten är reproducerande i Sverige.

## Bildgalleri

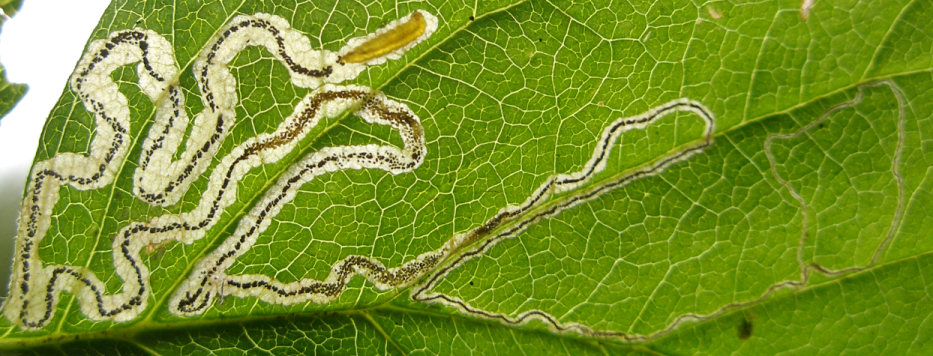